# Rogachi (Krasnodar)
Rogachi (del ruso: Рогачи) es un jútor del raión de Briujovétskaya del krai de Krasnodar en el sur de Rusia. Está situado 18 km al este de Briujovétskaya y 91 km al norte de Krasnodar, la capital del krai. Tenía 43 habitantes en 2010
Pertenece al municipio rural Briujovétskoye.